# Gerotranscendens
Gerotranscendens är en sociologisk teori som har utvecklats av Lars Tornstam vid Uppsala universitet.
Teorin om gerotranscendens beskriver en, oftast positiv, perspektivförskjutning från en mer materialistisk och rationalistisk syn på livet till en mer transcendental. Flertalet individer förutsätts genomgå en åldrandeutveckling som leder till avsevärda förändringar i sättet att uppfatta jaget, relationerna till andra människor och livet som helhet. Man lär på olika sätt känna sig själv bättre. Man blir till exempel också mer sparsmakad i valet av sitt umgänge, samtidigt som den goda, kontemplativa ensamheten blir viktigare. Man får också en ökad tolerans mot att inte förstå alla livets mysterier och ökar känslan av sammanhang framåt och bakåt i generationerna. Livstillfredsställelsen ökar normalt. 
För somliga är detta en utveckling som startar redan i tidig vuxenålder och kulminerar vid hög ålder.

## Att läsa mer
- Lars Tornstam: Gerotranscendence - a developmental theory of positive aging, Springer Publishing Company, New York 2005,ISBN 0-8261-3134-4